# Britische Formel-3000-Meisterschaft
Die Britische Formel-3000-Meisterschaft, die zeitweise auch als Britische Formel-2-Meisterschaft bezeichnet wurde, war eine regionale Automobilsportserie, die von 1989 bis 1997 insgesamt achtmal ausgetragen wurde. Das Reglement entsprach dem der Internationalen Formel-3000-Meisterschaft, die Rennen fanden allerdings fast ausschließlich auf Strecken statt, die sich auf den Britischen Inseln befanden.

## Geschichte

### Entstehung
Für das Jahr 1985 organisierte die FIA die Rennsportklasse unterhalb der Formel 1 neu. Sie ersetzte die bisherige Formel-2-Europameisterschaft, die seit 1967 jährlich ausgeschrieben worden war, durch die neu etablierte Internationale Formel-3000-Meisterschaft. Anlass hierfür waren die zuletzt stark gestiegenen Kosten der Formel 2, die seit Beginn der 1980er-Jahre zu einer Dominanz der Werksteams und zu einem kontinuierlichen Rückgang der Teilnehmerzahlen geführt hatten. Das Reglement der Formel 3000 sah die Verwendung der weit verbreiteten und unkomplizierten 3,0-Liter-Saugmotoren der bisherigen Formel 1 vor und ließ den Einsatz ausgedienter Formel-1-Rennwagen zu. Diese und weitere Ansätze im technischen Bereich sollten eine Kostensenkung bewirken und den Motorsport unterhalb der Formel 1 wieder attraktiv machen. Die wirtschaftlichen Ziele der FIA ließen sich nicht erreichen. Schon in den ersten Jahren wurde deutlich, dass die Formel 3000 nicht günstiger war als die bisherige Formel 2. Insbesondere die Hoffnung, mit dem Einsatz ausgedienter Formel-1-Rennwagen ließen sich die Chassiskosten niedrig halten, erfüllte sich nicht. Tatsächlich wurden nur in der Debütsaison 1985 vereinzelt Formel-1-Autos von Williams und Tyrrell eingesetzt. Sie erwiesen sich gegenüber den speziell für die Formel 3000 konstruierten Chassis von March oder Lola als unterlegen. So wurde bereits Ende der 1980er-Jahre eine Kostenexplosion in der Formel 3000 beklagt. Eine Saison in der Internationalen Formel 3000 erforderte 1990 mittlerweile ein Budget von 2 Mio £. So entstand der Bedarf nach kostengünstigen Alternativen.
In Großbritannien hatte seit Jahrzehnten in verschiedenen Motorsportklassen immer wieder eigene Meisterschaften neben den internationalen Wettbewerben gegeben. In den 1960er-Jahren wurden zeitweise eigene Formel-2-Meisterschaften ausgetragen, teilweise sogar in zwei konkurrierenden Serien nebeneinander (z. B. die R.A.C. British F2 Championship einer- und Autocar British F2 Championship andererseits im Jahr 1967), später gab es zeitweise auch eine britische Formel-1-Meisterschaft (1978 bis 1982). An diese Tradition knüpfte die Britische Formel 3000-Meisterschaft an, die 1989 ins Leben gerufen wurde. Sie war nach der Japanischen Formel-3000-Meisterschaft, die 1987 die Japanische Formel-2-Meisterschaft ersetzt hatte, die zweite nationale Formel-3000-Serie.

### Entwicklung
In den ersten beiden Jahren etablierte sich die nationale Formel-3000-Meisterschaft in Großbritannien; das umfangreichste Starterfeld erreichte sie 1990. Mit Beginn der vierten Saison 1992 erhielt die Serie in der Hoffnung, dadurch mehr Prestige zu gewinnen und die Attraktivität für Fahrer und Sponsoren zu erhöhen, die Bezeichnung British Formula Two Championship. Eine Britische Formel-2-Meisterschaft hatte es bereits in den Jahren von 1957 bis 1972 gegeben. Die Nutzung dieser Bezeichnung in den 1990er-Jahren war allerdings irreführend. Tatsächlich hatte sie keine Bezüge zu der traditionellen Formel 2; vielmehr blieb sie ungeachtet der neuen Bezeichnung faktisch eine regionale Formel-3000-Meisterschaft. 1993 begann der Niedergang der Serie. Ab dem Sommer des Jahres gingen kaum noch mehr als 10 Fahrzeuge pro Rennen an den Start. In der Saison 1994 meldeten sich nur vier Fahrer zu jedem Meisterschaftslauf; hinzu kamen diverse Piloten, die lediglich ein oder zwei Rennen bestritten. Drei der ursprünglich 10 geplanten Rennen, darunter die ersten beiden Läufe im April und Mai des Jahres, mussten wegen einer zu geringen Teilnehmerzahl abgesagt werden. 1995 wurde die Meisterschaft nicht ausgetragen, weil es vor Saisonbeginn zu wenige Meldungen gegeben hatte. 1996 kam es zu einer Wiederbelebung der Meisterschaft; es wurde noch einmal eine vollständige Saison mit zehn Rennen gefahren. Die Saison 1997 hingegen wurde frühzeitig abgesagt. Nach dem ersten Rennen in Brands Hatch, an dem nur drei Fahrer teilnahmen, stellten die Organisatoren die Serie ein.

### Versuche der Neubelebung
Für das Jahr 1999 war ein Neuanfang unter der Bezeichnung UK3000 vorgesehen. Nachdem zahlreiche britische und kontinentaleuropäische Teams anfänglich Interesse gezeigt hatten, endeten die Planungen allerdings vor dem ersten Rennen, weil zu wenige Fahrer zu einem Engagement bereit waren. Auch der Versuch des British Racing and Sports Car Club, nach Ablauf der Europameisterschaft 2000 in Großbritannien einen Autumn Cup nach Formel-3000-Regeln zu etablieren, scheiterte frühzeitig.
Nach dem Ende der britischen Serien war die 1999 von Pierluigi Corbari ins Leben gerufene Italienische Formel-3000-Meisterschaft die einzige regionale Formel-3000-Meisterschaft in Europa. Sie bestand mit wechselnden Bezeichnungen unter der Organisation von Enzo und Paolo Coloni als Auto GP bis 2016, hatte sich in den letzten Jahren allerdings technisch weit von der ehemaligen Formel 3000 entfernt.

## Reglement

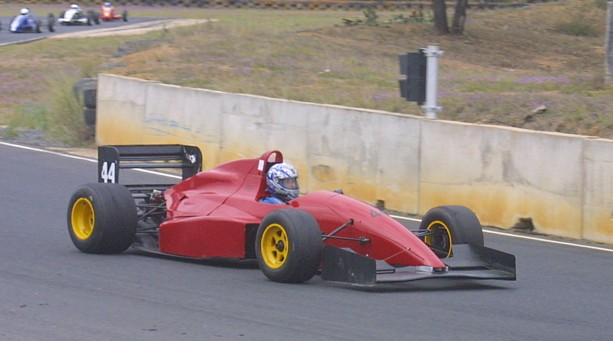
Das am weitesten verbreitete Auto der Saison 1993: Reynard 92D

Die Britische Meisterschaft verstand sich als kostengünstige Möglichkeit des Einstiegs in die zweithöchste Monoposto-Klasse. Aus Kostengründen waren lediglich Formel-3000-Chassis zugelassen, die mindestens ein Jahr alt waren. Anfänglich setzten die Teams Fahrzeuge von Lola und Reynard ein; zu Beginn der 1990er-Jahre war Reynard allerdings – parallel zu der Entwicklung in der Internationalen Formel-3000-Meisterschaft – faktisch der Alleinausstatter. Reynard war allerdings stark in die internationalen Wettbewerbe eingebunden. Deshalb erhielten die Teams der britischen Meisterschaft nur sehr geringe Unterstützung durch das Werk. Die 3,0-Liter-Saugmotoren kamen nahezu durchgängig von Cosworth; in einigen Fällen wurden auch japanische Motoren von Mugen verwendet.

## Rennstrecken
Die Rennen fanden nahezu ausschließlich auf britischen Strecken (Brands Hatch, Donington Park, Oulton Park, Silverstone, Snetterton und Thruxton) statt. 1990 gab es Rennen in Le Mans und Nogaro, und 1994 gehörte ein Lauf im kanadischen Halifax zum Rennkalender.

## Fahrer
Zahlreiche britische und internationale Fahrer nahmen im Laufe der Jahre an Rennen der Britischen Formel-3000-Meisterschaft teil. Jede Saison hatte ihren eigenen Meister; kein Fahrer gewann den Meistertitel mehrfach. Der Britische Formel-3000-Meisterschaft gelang es nicht, für junge Rennfahrer „ein effektiver Steigbügel in den internationalen Motorsport zu sein:“ Nur drei Titelgewinner gelangten später in die Formel 1, allerdings jeweils nur für wirtschaftlich angeschlagene und nicht wettbewerbsfähige Teams: Gary Brabham, der Meister von 1989, fuhr in der Formel-1-Saison 1990 für Life, Pedro Chaves (1990) im folgenden Jahr für Coloni und Philippe Adams (1993) für Lotus (1994). Adams war der einzige von ihnen, der sich zu einem Formel-1-Rennen qualifizierte. Zu den weiteren Piloten, die ebenfalls in der britischen Formel-3000-Meisterschaft antraten, gehörten Damon Hill, Roland Ratzenberger, Perry McCarthy und Christian Horner.
Der Meistertitel des Jahres 1991 ging an Paul Warwick, der für Madgwick International antrat. Warwick gewann die ersten vier Rennen der Saison. Beim fünften Rennen in Oulton Park verunglückte er, in Führung liegend, tödlich. Nach einem Aufhängungsbruch war sein Auto von der Strecke abgekommen und gegen die Fahrbahnbegrenzung geprallt. Warwick wurde aus dem Fahrzeug herausgeschleudert. Die Organisatoren des Rennens werteten Warwick als Sieger des Rennens. Damit hatte er fünf von elf Meisterschaftsläufen gewonnen. Mit insgesamt 45 Punkten hatte er am Jahresende die meisten Zähler, sodass ihm die Meisterschaft posthum verliehen wurde.

## Meister
| Meisterschaft                            | Fahrer                                                       | Team                                                         | Chassis                                                      | Punkte                                                       |
| ---------------------------------------- | ------------------------------------------------------------ | ------------------------------------------------------------ | ------------------------------------------------------------ | ------------------------------------------------------------ |
| Britische Formel-3000-Meisterschaft 1989 | Gary Brabham                                                 | Bromley Motorsport                                           | Reynard 88D                                                  | 55                                                           |
| Britische Formel-3000-Meisterschaft 1990 | Pedro Chaves                                                 | Mansell Madgwick International                               | Reynard 89D                                                  | 62                                                           |
| Britische Formel-3000-Meisterschaft 1991 | Paul Warwick                                                 | Mansell Madgwick International                               | Reynard 90D                                                  | 45                                                           |
| Britische Formel-2-Meisterschaft 1992    | Yvan Muller                                                  | Omegaland                                                    | Reynard 91D                                                  |                                                              |
| Britische Formel-2-Meisterschaft 1993    | Philippe Adams                                               | Mansell Madgwick International Argo Racing                   | Reynard 91D Reynard 92D                                      | 45                                                           |
| Britische Formel-2-Meisterschaft 1994    | José Luis Di Palma                                           | Madgwick International                                       | Reynard 93D                                                  | 36                                                           |
| Britische Formel-2-Meisterschaft 1996    | Gareth Rees                                                  | Super Nova Racing                                            | Reynard 95D                                                  | 56                                                           |
| Britische Formel-2-Meisterschaft 1997    | keine Titelvergabe; Meisterschaft nach einem Rennen abgesagt | keine Titelvergabe; Meisterschaft nach einem Rennen abgesagt | keine Titelvergabe; Meisterschaft nach einem Rennen abgesagt | keine Titelvergabe; Meisterschaft nach einem Rennen abgesagt |